# Terminalia adamantium
Terminalia adamantium är en tvåhjärtbladig växtart som beskrevs av Jacques Cambessèdes. Terminalia adamantium ingår i släktet Terminalia och familjen Combretaceae. Inga underarter finns listade i Catalogue of Life.